# Mieczysław Batsch
Mieczysław Józef Batsch (Lwów, 1 januari 1900 – Przemyśl, 27 september 1977) was een Pools voetballer. Hij studeerde in 1931 af aan de Polytechnische Universiteit van Lwów.
Batsch speelde 11 wedstrijden voor het Pools voetbalelftal. Hij debuteerde op 2 september 1923 in een wedstrijd tegen Roemenië. Batsch maakte tevens deel uit van de Poolse selectie voor de Olympische Zomerspelen 1924, waar Polen na een 5-0 nederlaag tegen Hongarije al na de eerste ronde uitgeschakeld was.